# 法比安·吉洛
法比安·吉洛（法語：Fabien Gilot，1984年4月27日—），法國游泳運動員。他代表法國參加了2008年和2012年奧運會的比賽。在2006年英聯邦運動會上，他獲得了兩塊金牌和一塊銀牌。在2012年奧運會上他為法國隊奪得了4乘100米自由泳的金牌。